# Association of International Educators
NAFSA: Association of International Educators (NAFSA: Asociación de Educadores Internacionales) es una organización sin fines de lucro a la que pertenecen aproximadamente 10 000 profesionales de la educación internacional que se dedican a promover y administrar programas de intercambio de estudiantes y académicos entre institutuciones de educación superior a nivel mundial. 
Fundada en 1948 como la Asociación Nacional de Asesores de Estudiantes Internacionales, NAFSA adoptó su actual nombre en 1990. Su sede se encuentra ubicada en la ciudad de Washington D. C.
El actual Presidente (2009-2010) de NAFSA es John Hudzik, Vicerrector de Asuntos Globales en la Universidad Estatal de Míchigan (Michigan State University).
La Directora Ejecutiva de NAFSA es Marlene Johnson.